# Lauri Viljanen
Lauri Sakari Viljanen (* 6. September 1900 in Kaarina; † 29. September 1984 in Helsinki) war ein finnischer Literaturhistoriker, Literaturkritiker und Lyriker.

## Leben und Werk
Viljanen war der Sohn eines Tischlers, studierte Philologie an der Universität Turku und promovierte 1949 zum Doktor der Philosophie. Von 1926 bis 1930 war er mit der Schriftstellerin Elina Vaara verheiratet. Er arbeitete von 1926 bis 1950 als Literaturkritiker der einflussreichen finnischen Tageszeitung Helsingin Sanomat und gehörte damit zu den führenden Kritikern seines Landes. Ferner war er von 1932 bis 1947 Mitglied der Redaktion der Zeitschrift Valvoja. In den 1930er und 1940er Jahren gehörte er zu den prominentesten Mitgliedern der literarischen Gruppe Tulenkantajat. Von 1949 bis 1954 hatte er den Lehrstuhl für vergleichende und finnische Literatur an der Universität Turku inne; von 1954 bis 1967 war er Professor für finnische Literatur an der Universität Helsinki. Zusätzlich arbeitete er von 1953 bis 1955 als Redakteur der finnischen Literaturzeitschrift Parnasso.
Sein literarisches Debüt gab Viljanen 1924 mit der Gedichtsammlung Auringon purjeet. Er war Schüler des finnischen Schriftstellers Veikko Antero Koskenniemi, dessen Formenstrenge und hoher literarischer Kultur er als Gedankenlyriker treu blieb, ohne dabei andere moderne europäische Strömungen zu vernachlässigen. Er schrieb humanistische Lyrik, Essays sowie Biographien u. a. seines Lehrers Koskenniemi (1935), von Johan Ludvig Runeberg (2 Bände, 1944–1948), Aleksis Kivi (1953) und Henrik Ibsen (1962). Ferner übersetzte er Werke von Heinrich von Kleist und T. S. Eliot ins Finnische.

## Werke (Auswahl)
- Auringon purjeet, Gedichtsammlung, 1924
- Tähtikeinu, Gedichtsammlung, 1926
- Merkkivaloja, Essays, 1929
- Musta runotar, Gedichtsammlung, 1932
- V. A. Koskenniemi, Biographie, 1935
- Taisteleva humanismi, Essaysammlung, 1936
- Näköala vuorelta, Gedichtsammlung, 1938
- Atlantis, Gedichtsammlung, 1940
- Illan ja aamun välillä, Essay, 1940
- Runeberg ja hänen runoutensa, Biographie, 2 Bände, 1944–48
- Tuuli ja ihminen, Gedichtsammlung, 1945
- Aleksis Kiven runomaailma, Biographie, 1953
- Hansikas ja muita kirjallisuustutkielmia, Essay, 1955
- Seitsemän elegiaa, Gedichtsammlung, 1957
- Lyyrillinen minä ja muita kirjallisuustutkielmia, Essays, 1959
- Henrik Ibsen, Biographie, 1962
- Aleksis Kivi, Biographie, 1964
- Ajan ulottuvuudet, Essay, 1974